# Reggie Phillips
Reggie Phillips é um ex-jogador profissional de futebol americano estadunidense.

## Carreira
Reggie Phillips foi campeão da temporada de 1985 da National Football League jogando pelo Chicago Bears.